# الطاقة في الكويت

آفاق الطاقة في دولة الكويت

يعدّ النفط ومشتقاته المصدر الرئيسي للطاقة في العالم، وتعدّ الكويت سابع أكبر مصدر للنفط في العالم.

## الكهرباء
دخلت الكهرباء إلى الكويت في عام 1913 من خلال عقد مع مهندس بريطاني وذلك لإدخالها في قصر السيف، أما ايصالها للسكان فقد بدأ في عام 1934 من خلال محطة كهربائية صغيرة لتوليد التيار المستمر أقامتها شركة كهرباء الكويت المحدودة والتي أسست بطلب من مجموعة من التجار وبموافقة الشيخ أحمد الجابر الصباح، ولقد عهد في وقتها إلى الفني ناصر العامود مهمة إقامة مشروع كهرباء الكويت بإشراف شركة الكهرباء البريطانية، فأتم مهمته بنجاح، وهو من أصل كويتي سكن في العراق، وأقام مشروع كهرباء مدينة كركوك ومدينة العمارة من قبل بإشراف الشركة البريطانية.
وكان إقبال السكان في الكويت على الكهرباء بسيط حيث وصل في سنة 1940 إلى 700 مشترك. مما أدى إلى إفلاس الشركة وتحول الامتياز إلى شركة أخرى وتم إنشاء ثاني محطة كهرباء في منطقة المرقاب، وبدأ تشغيلها في أوائل عام 1949. وبعد النهضة العمرانية والتطور وازدياد الطلب على الكهرباء، قامت حكومة الكويت في عام 1951 بأمر من الشيخ عبد الله السالم الصباح بشراء أسهم شركة الكهرباء الأهلية وتأسيس إدارة الكهرباء العامة وتم تعيين الشيخ جابر العلي السالم الصباح رئيساً لها.
قامت إدارة الكهرباء في عام 1952م بتشييد أول محطة بخارية لتوليد الكهرباء في منطقة الشويخ بالقرب من ساحل البحر وسميت باسم محطة الشويخ. والمحطات توليد الطاقة الكهربائية في الكويت الآن هي (محطة الشويخ، محطة الشعيبة الشمالية، محطة الشعيبة الجنوبية، محطة الدوحة الشرقية، محطة الدوحة الغربية، محطة الزور الجنوبية). بلغ إنتاج الكهرباء عام 2008 11,640.8 ميجا واط يأتي 77% منها من توربينات بخارية والبقية من التوربينات الغازية. وأكبر محطات الكهرباء هي محطة الزور الجنوبية بقدرة إنتاجية بلغت 4376 ميجا واط في عام 2008.
دخلت الكهرباء في الكويت عام 1934م، وذلك عن طريق شركة الكهرباء الأهلية، وبدء إنتاج الكهرباء بمولدين قدرة كل منهما 30 كيلو واط من التيار المستمر وبجهد 200 فولت. ومع ازدياد الحاجة للكهرباء قامت الشركة تدريجياً بالتحويل للنظام الثلاثي المتناوب للكهرباء ووقف العمل بالتيار المستمر عام 1950. وبلغ إنتاج الكهرباء عام 1951 1,100 كيلو واط. وفي نفس العام قامت حكومة الكويت بشراء أسهم الشركة وأسست إدارة الكهرباء العامة. وفي عام 1952 بدء تركيب المولدات في محطة الشويخ للكهرباء وهي أول محطات توليد الكهرباء في الكويت. وتدير وزارة الكهرباء والماء حاليا سبعة محطات توليد وهي:
- محطة الشويخ
- محطة الشعيبة الشمالية
- محطة الشعيبة الجنوبية
- محطة الدوحة الشرقية
- محطة الدوحة الغربية
- محطة الزور الجنوبية
- محطة الصبية

بلغ إنتاج الكهرباء عام 2008 11,640.8 ميجا واط يأتي 77% منها من توربينات بخارية والبقية من التوربينات الغازية. وأكبر محطات الكهرباء هي محطة الزور الجنوبية بقدرة إنتاجية بلغت 4376 ميجا واط في عام 2008.
| تطور توليد الطاقة الكهربائية | تطور توليد الطاقة الكهربائية       | تطور توليد الطاقة الكهربائية    | تطور توليد الطاقة الكهربائية                  |
| السنة                        | القدرة الكهربائية المركبة ميجا واط | الحمل الكهربائي الأقصى ميجا واط | نصيب الفرد من الكهرباء كيلو واط ساعة في السنة |
| ---------------------------- | ---------------------------------- | ------------------------------- | --------------------------------------------- |
| 1978                         | 2,128                              | 1,595                           | 4,912                                         |
| 1988                         | 7,398                              | 3,920                           | 8,321                                         |
| 1998                         | 7,389                              | 5,800                           | 12,461                                        |
| 2008                         | 11,642                             | 9,710                           | 13,142                                        |

## النفط
الصناعة النفطية هي أكبر الصناعات في الكويت حيث تغطي ما يقارب نصف الناتج المحلي الإجمالي، ويشكل النفط أهم صادرات الكويت فتشكل الكويت سابع أكبر مصدر نفط في العالم وهي عضو مؤسس في أوبك، تقدر احتياطيات النفط في الكويت بـ 104 مليار برميل ما يعادل 10% من احتياطي نفط بالعالم. أكبر الحقول النفطية في الكويت هو حقل برقان وهو ثاني أكبر حقل نفطي بالعالم.
تم توقيع عقد الامتياز الذي منح شركة نفط الكويت المحدودة حق التنقيب في الأراضي الكويتية في 22 ديسمبر 1934 وبدأ في حفر أول بئر في الكويت عام 1936 في منطقة بحرة شمال الكويت واكتشف النفط في عام 1938 إلا أن قيام الحرب العالمية الثانية قد عطل أعمال التنقيب، بعد انتهاء الحرب صدرت أول شحنة نفطية منه في يونيو 1946 باحتفال رسمي حضره أمير الكويت الشيخ أحمد الجابر الصباح.

## أقرأ أيضا
- قائمة الدول حسب الاحتياطي النفطي المؤكد